# Ischnocoelia yahwulpa
Ischnocoelia yahwulpa är en stekelart som beskrevs av Borsato 2003. Ischnocoelia yahwulpa ingår i släktet Ischnocoelia och familjen Eumenidae. Inga underarter finns listade i Catalogue of Life.